# 中国共产党邵东市委员会
中国共产党邵东市委员会（简称中共邵东市委）是中国共产党在湖南省邵阳市邵东市的领导机关。

## 沿革
1951年11月18日，中国共产党邵东县委员会建立。1956年5月19日，中国共产党邵东县第一次代表大会召开，选举委员21人，候补委员4人，设置常务委员会。
2019年7月12日，经国务院批准，民政部批复同意撤销邵东县，设立县级邵东市，邵东市由湖南省直辖，邵阳市代管。

### 反腐败工作
2018年3月6日，周国利涉嫌严重违纪违法，接受纪律审查和监察调查，5月遭到开除党籍开除公职处分，7月遭到逮捕，2019年5月，因受贿罪、滥用职权罪、巨额财产（2113万余元人民币、10万元港币）来源不明罪共计判刑17年。
2024年8月1日，沈志定涉嫌严重违纪违法接受湖南省纪委监委纪律审查和监察调查，12月13日遭到开除党籍开除公职（双开）处分。

## 职责
根据《中国共产党地方委员会工作条例》，中国共产党地方委员会主要实行政治、思想和组织领导，承担下列职能：
1. 对本地区重大问题作出决策。
2. 通过法定程序使党组织的主张成为地方性法规、地方政府规章或者其他政令。
3. 加强对本地区宣传思想文化工作的领导，牢牢掌握意识形态工作领导权、话语权。
4. 按照干部管理权限任免和管理干部，向地方国家机关、政协组织、人民团体、国有企事业单位等推荐重要干部。
5. 支持和保证人大、政府、政协、法院、检察院、人民团体等依法依章程独立负责、协调一致地开展工作，发挥这些组织中党组的领导核心作用。
6. 加强对本地区群团工作和统一战线工作的领导。
7. 动员、组织所属党组织和广大党员，团结带领群众实现党的目标任务。

## 历任书记

### 县委书记
| 姓名   | 就任日期   | 卸任日期   | 备注        |
| ------ | ---------- | ---------- | ----------- |
| 钟石   | 1951年11月 | 1953年6月  | [ 1 ]       |
| 赵玉学 | 1953年6月  | 1959年11月 | [ 1 ]       |
| 王益之 | 1959年11月 | 1963年7月  | [ 1 ]       |
| 刘公泰 | 1963年7月  | 1964年1月  | [ 1 ]       |
| 马云   | 1964年1月  | 1966年3月  | [ 1 ]       |
| 杨荫普 | 1966年3月  | 1968年3月  | [ 1 ]       |
| 徐自伦 | 1969年10月 | 1973年3月  | [ 1 ]       |
| 刘中心 | 1973年3月  | 1975年3月  | [ 1 ]       |
| 周南生 | 1975年3月  | 1977年12月 | [ 1 ]       |
| 张春林 | 1977年12月 | 1980年3月  | [ 1 ]       |
| 岳长发 | 1980年3月  | 1985年2月  | [ 1 ]       |
| 钱松柏 | 1985年2月  | 1985年8月  | [ 1 ]       |
| 邓卫中 | 1985年8月  | 1988年4月  | [ 1 ]       |
| 晏胜利 | 1988年4月  | 1993年     | [ 1 ]       |
| 周国利 | 2006年9月  | 2012年4月  | [ 4 ] [ 5 ] |
| 黎仁寅 | 2012年4月  | 2015年8月  | [ 8 ]       |
| 沈志定 | 2016年1月  | 2019年7月  | [ 9 ]       |

### 市委书记
| 姓名   | 就任日期  | 卸任日期  | 备注   |
| ------ | --------- | --------- | ------ |
| 沈志定 | 2019年7月 | 2021年5月 | [ 9 ]  |
| 周玉凡 | 2021年5月 | 2024年8月 | [ 10 ] |
| 李国军 | 2024年8月 |           | [ 11 ] |